# Hugo Glück
Christian Maximilian Hugo Glück, född 13 december 1868 i Windsheim an der Aisch, Bayern, död 28 september 1940 i Heidelberg, var en tysk botaniker.
Glück blev 1895 filosofie doktor vid Münchens universitet samt 1899 privatdocent och 1903 professor i botanik vid Heidelbergs universitet. Han författade morfologiska och deskriptiva arbeten, även över kryptogamer; hans huvudarbeten är Biologische und morphologische Untersuchungen über Wasser- und Sumpfgewächse (fyra band, 1905–24) och Blatt- und blütenmorphologische Studien (1919).
Auktorsnamnet Glück kan användas för Hugo Glück i samband med ett vetenskapligt namn inom botaniken; se Wikipediaartiklar som länkar till auktorsnamnet.